# Lahontan
Lahontan es una comuna francesa de la región de Aquitania en el departamento de Pirineos Atlánticos. Se encuentra a la orilla izquierda del río Gave de Pau.
El topónimo Lahontan fue mencionado por primera vez en el siglo XIII con los nombres de Lafontaa y Larfortan.

## Demografía
| 939 | 884 | 1 100 | 1 275 | 1 219 | 1 270 | 1 280 | 1 266 | 1 235 | 1 130 | 1 174 | 1 173 | 1 075 | 1 122 | 1 106 | 1 085 | 1 041 | 977 | 914 | 917 | 840 | 749 | 716 | 636 | 618 | 578 | 531 | 531 | 513 | 511 | 418 | 463 | 398 | 450 |
| Para los censos de 1962 a 1999 la población legal corresponde a la población sin duplicidades (Fuente: INSEE [Consultar]) |     |       |       |       |       |       |       |       |       |       |       |       |       |       |       |       |     |     |     |     |     |     |     |     |     |     |     |     |     |     |     |     |     |